# Паул Сикст V фон Траутзон
Паул Сикст V фон Траутзон (на немски: Paul Sixt von Trautson Graf von Falkenstein; * 27 февруари 1635, Виена; † 1678) от род Траутзон, е граф на Фалкенщайн в Долна Австрия и австрийски дипломат.

## Произход и смърт
Той е четвъртият син на имперски граф Йохан Франц фон Траутзон (1609 – 1663), граф на Фалкенщайн, и първата му съпруга принцеса Максимилиана Валбурга фон Хоенцолерн-Хехинген († 1639), дъщеря на имперски граф, 1. княз Йохан Георг I фон Хоенцолерн-Хехинген (1577 – 1623) и графиня Франциска фон Залм-Ньофвил († 1619). Брат му Ернст фон Траутзон (1633 – 1702) e княжески епископ на Виена (1685 – 1702). Полубрат му Йохан Леополд Донат фон Траутзон (1659 – 1724) e 1. княз на Траутзон.
Паул Сикст V фон Траутзон умира бездетен на 42 години през 1678 г.

## Фамилия
Паул Сикст V фон Траутзон се жени 1664 г. за графиня Мария Катарина фон Кьонигсег-Аулендорф (* ок. 1645; † 11 януари 1680, Мадрид), дъщеря на министъра граф Йохан Георг фон Кьонигсег-Аулендорф (1604 – 1666) и графиня Елеонора фон Хоенемс (1612 – 1675). Бракът е бездетен.